# Gare de Yukigaya-ōtsuka
La gare de Yukigaya-ōtsuka (雪が谷大塚駅, Yukigaya-ōtsuka-eki) est une gare ferroviaire de la ville de Tokyo au Japon. Elle est située dans l'arrondissement d'Ōta. La gare est gérée par la compagnie Tōkyū.

## Situation ferroviaire
La gare de Yukigaya-ōtsuka est située au point kilométrique (PK) 5,6 de la ligne Tōkyū Ikegami.

## Histoire
La gare de Yukigaya est inaugurée le 4 mai 1923. Le 1er juin 1933, elle est déplacée de quelques centaines de mètres à son emplacement actuel. Elle prend le nom de gare de Yukigaya-ōtsuka en 1943. 

## Service des voyageurs

### Accueil
La gare dispose d'un bâtiment voyageurs, avec guichets, ouvert tous les jours.

### Desserte
- Ligne Ikegami :
  - voie 1 : direction Kamata
  - voie 2 : direction Hatanodai et Gotanda